# Тулен-Тимур
Тулен-Тимур (*д/н — 1341) — політичний та військовий діяч Золотої Орди.

## Життєпис
Походив з династії Чингизідів, роду Тукамитуриди. Син Куншака (Кішика), онука Уран-Тимура. Про молоді роки обмаль відомостей. 1298 року після повалення Ногаєм улусбека Ачіка (двоюрідного діда Тулен-Тимура) призначається 1298 року намісником Криму. 1299 року перейшов на бік хана Токти, сприявши поразці Ногая. 1300 року затверджений Токтою правителем Кримського улуса.
Підтримав хана Узбека, з яким мав спорідненість. Останній також залишив за Тукатимуридами їхулуси (Булгар і Хаджи-Тархан). Жо 1312 року сприяв карбуванню в Солхаті срібних дирхемів. 1314 року за наказом Тулен-Тимура в Солхаті було зведено мечеть Узбека.
З 1320 року починається протистояння з генуезьцями в Криму з приводу збільшення податків. 1322 року війська Тулен-Тимура завдають удару по Сугдеї, грабуючи католицькі костели. У відповідь папа римський Іоанн XXII відправляє скаргу хану Узбеку. В цей час з невідомих обставин діяльність монетного двору припиняється. У 1327 і 1328 роках Тулен-Тимур здійснив нові напади на Сугдею.
Разом з тим активно сприяв ісламізації та розвитку міст. 1333 року на кошти його дружини — Інджибей-хатун — в Солхаті було зведено медресе. На думку дослідників саме в цей час Солхат перетворюється на значне місто. Його 1334 року відвідав Ібн Баттута, який ймовірно також спілкувався з Тулен-Тимуром. Згідно повідомлення Азакський тумен в цей час підпорядковувався улусбеку Тулен-Тимуру, а Кримський півострів і Азак поєднувало ямів (поштових станцій).
Помер Тулен-Тимур 1341 року. Його замінив син або брат.